# تسخیر توپخانه بوئرها توسط بریتانیایی‌ها
تسخیر توپخانه بوئرها توسط بریتانیایی‌ها (انگلیسی: Capture of Boer Battery by British) فیلمی آمریکایی است در ژانر صامت و مستند به کارگردانی جیمز اچ وایت که در سال ۱۹۰۰ منتشر شد. این فیلم ۱ دقیقه ای یک صحنه جنگی آتش توپخانه را نمایش می‌دهد.